# Passagère ticstoornis
Een passagère ticstoornis is een psychische aandoening, die voldoet aan de algemene criteria voor ticstoornissen, maar waarvan de symptomen niet langer dan 12 maanden aanwezig zijn.
De tics die het meest optreden zijn schokken met het hoofd, grimassen en knipperen met de ogen. Andere tics zijn echter ook mogelijk.
In de ICD-10 is de aandoening opgenomen als afzonderlijke stoornis (F95.0). In de DSM-IV-classificatie is de aandoening vermeld onder de code 307.21.